# Дејан Котуровић
Дејан Котуровић (Београд, 31. март 1972) је југословенски и српски бивши кошаркаш који је играо на позицији центра.

## Клупска каријера
У млађим категоријама је играо за београдски Раднички и Црвену звезду. Као тинејџер играо је у нижелигашкој екипи Котежа, а 1989. године долази у Спартак из Суботице. Ту почиње своју професионалну каријеру и остаје све до 1995. године када прелази у Партизан. Са црно-белима проводи наредне две сезоне и за то време осваја две титуле првака СР Југославије.
Своју инострану каријеру почиње 1997. године у француском ПСЖ Расингу, код тренера Боже Маљковића, где проводи једну сезону. Следе две добре сезоне у Улкеру а 2000. одлази у берлинску Албу. Ту пружа и најбоље партије у својој каријери. За две сезоне осваја два првенства и један куп куп Немачке.
Након Светског првенства 2002. био је на краткој проби у Бостон селтиксима али није успео да потпише уговор. Након тога се вратио у Европу и потписао за Виртус из Болоње где проводи сезону 2002/03.
У октобру 2003. поново је покушао да пронађе ангажман у НБА. Потписао је уговор са Финикс сансима али је одиграо само три предсезонске утакмице пре него што је отпуштен. Након тога је потписао краткорочни уговор са шпанском Таукерамиком која му је била и последњи клуб у играчкој каријери.

## Репрезентација
Са репрезентацијом СР Југославије освојио је златне медаље на Европском првенству 1995. у Атини и на Светском првенству 2002. у Индијанаполису.

## Остало
Котуровић је након лошег резултата репрезентације СЦГ на Европском првенству 2003. у Шведској као главног кривца навео тадашњег селектора Душка Вујошевића, назвавши га „гробаром” наше кошарке.
У септембру 2014. Котуровић је ухапшен на македонско–грчкој граници након што је са украденим возилом покушао да уђе у Македонију. Почетком октобра 2014. је осуђен на три месеца затвора.

## Успеси

### Клупски
- Партизан:
  - Првенство СР Југославије (2): 1995/96, 1996/97.
- АЛБА Берлин:
  - Првенство Немачке (2): 2001, 2002.
  - Куп Немачке (1): 2002.

### Појединачни
- Учесник Ол-стар утакмице Првенства Немачке (1): 2001.

### Репрезентативни
- Европско првенство:  1995.
- Светско првенство:  2002.